# أندريا بونومي
أندريا بونومي (Andrea Bonomi) ، (كسانو أدا، 14 فبراير 1923 - كسانو أدا، 6 نوفمبر 2003) لاعب كرة قدم إيطالي ومدرب كرة قدم إيطالي . بدأ مسيرته كلاعب كرة قدم في نادي إيه سي ميلان و لعب 239 مباراة سجل خلالها 3 أهداف من عام 1942 إلى عام 1952 ، و فاز مع الميلان ببطولة الدوري 1950/51 . ثم انتقل عام 1952 إلى نادي بيريشيا و لعب معهم موسمين، قبل أن يعتزل اللعب في فريق بياتشينزا عام 1955 . و توفي عام 2003.

## روابط خارجية
- أندريا بونومي على موقع قاعدة بيانات كرة القدم.إي يو (الإنجليزية)
- أندريا بونومي على موقع ناشيونال فوتبول تيمز (الإنجليزية)
- أندريا بونومي على موقع عالم كرة القدم.نت (الإنجليزية)